# Kászonszék
Kászonszék, Kászon szék, Kászon vidéke, Kászonok, Kászon fiúszék neveken önálló székely szék, majd a 15. századtól Csíkszék fiúszéke volt, 308,1 km2 területen. Népnyelvi elnevezése Kászonország.

## Fekvése
Erdélyben, Székelyföldön található közigazgatási terület, Alcsíktól délre, a Kászon völgyében. Északon és nyugaton Alcsík, keleten a Kárpátok és Felcsík egy része, délen Kézdiszék és Felső-Fehér vármegye határolta.

## Története
Kászonszék népe öt községben: Kászonaltízen, Kászonfeltízen, Kászonjakabfalván, Kászonimpéren, Kászonújfaluban él.
A Csíki hegyek és a Nemere hegye között fekvő 3 helység Kászonaltíz, Kászonfeltíz, Kászonimpér, melyet együtt Nagykászon-nak neveztek, valamint a Kászonjakabfalva és Kászonújfalu Zsigmond király uralkodása idején vált el Csíkszéktől, melynek fiúszéke. Kiváltságait 1462-ben Hunyadi Mátyás király erősítette meg. Kászonszék élén hadnagy (belliductus) és bíró (iudex) állt.
Kászonszéket II. József 1784-ben csatolta Háromszék megyéhez. Az 1850-es években a Bach-önkényuralom megszüntette önállóságát, majd 1849-1854 között az erdélyi 6 kerület megléte idején ideiglenesen a marosvásárhelyi kerületbe, 1854-1860 között pedig (a 10 kerületre osztás idején) az udvarhelyi kerületbe sorolták. 1860-1876 körül, a Bach-korszak bukása után a vármegyerendezésig ismét önálló lett, majd Csík vármegyébe osztották, melynek kászonalcsíki járása lett.
Kászonszék népessége az 1786-os adatok szerint 901 fő volt 119 házban. Az 1850-es adatok szerint 6783 lakosa volt 1341 házban, 1869-ben 6878 lakos, 1728 házban. 1880-ban 7329 lakosa volt, melynek 86,35%-a volt római katolikus.
Kászonszéket a 17. század elejének összeírása szerint 152 szabad székely katonacsalád és egyetlen birtokos primor család lakta, az udvarház köré telepített 12 jobbágycsaláddal. Az 1719-es összeíráskor a 4 falunak 1766 lakosa volt. A lakosság nagy része a közbirtoknak számító havasi legelőkön és kaszálókon ősi foglalkozásként barmot, juhot és lovat tenyésztett. Állatfeleslegét a csíki és háromszéki vásárokon értékesítette, emellett a közös fenyőerdőiből épületanyagot, tölgy- és bükkerdőiből tüzelőt és eszközfát termelt. A Kászoni-medence 5 faluja (Impér, Altíz, Feltíz, Jakabfalva, Újfalu) évszázadokon át valódi népgyűléseket tartott az altízi piacon, melyek az egykori búcsúkból alakultak ki.
A 19. század vége felé még rendszeresek voltak a kászonszéki vásárokon a kézdivásárhelyi iparosok, a szépvízi cipészek, a madarasi, dánfalvi és korondi fazekasok, a brassói posztósok, a kozmási szűcsök, a haralyi faedényesek, a háromszéki lencsések és a berecki szekeresek.
A kászonszéki székelység népművészete, az udvarok tágassága (különféle rendeltetésű önálló épületekkel) még az egykori állattartással volt kapcsolatos.
Periferikus fekvése és elzárt helyzetéből kifolyólag ez a térség őrizte meg legtovább a székely népművészet hagyományos formáit.

## Borvízforrásai és gyógyfürdői
Kászonszék borvízforrásai vulkáni utóműködés hatására jöttek létre, a medence keleti peremén található mellékfolyók (Fehérkő, Kis és Nagy Répát, Farkas, Tekeres, Borvíz és Gubás) völgyeiben törnek a felszínre.